# Tour della nazionale maschile di rugby a 15 delle Figi 1980
Nel 1980 la nazionale delle Isole Figi di "rugby a 15" si reca due volte in tour prima in Nuova Zelanda poi in Argentina e USA. Non riuscirà ad aggiudicarsi nessun test match.

## Tour in Nuova Zelanda (tra parentesi i test match)

### Bilancio
- Giocate: 15 (1)
- Vinte: 4 (0)
- Perse: 11 (1)
- Punti Fatti 165 (0)
- Punti Suniti 270 (33)

### Risultati
| Spriggens 6 agosto 1980 | Wanganui | 16 – 11 | Figi XV |  |

| Wellington 9 agosto 1980 | Wellington | 24 – 8 | Figi XV | Atgletic Park |

| Greymouth 13 agosto 1980 | West Coast | 12 – 28 | Figi XV |  |

| Christchurch 16 agosto 1980 | Canterbury | 10 – 4 | Figi XV |  |

| Invercargill 19 agosto 1980 | Southland | 21 – 22 | Figi XV |  |

| Dunedin 23 agosto 1980 | Otago | 18 – 10 | Figi XV |  |

| Napier 26 agosto 1980 | Hawke’s Bay | 19 – 28 | Figi XV |  |

| Rotorua 30 agosto 1980 | New Zealand Māori | 22 – 9 | Figi XV |  |

| Domain 3 settembre 1980 | King Country | 22 – 31 | Figi XV |  |

| Pukekohe 6 settembre 1980 | Counties | 35 – 10 | Figi XV |  |

| Whangarei 9 settembre 1980 | North Auckland | 38 – 4 | Figi XV |  |

| Auckland 13 settembre 1980 | Nuova Zelanda XV | 33 – 0 | Figi | Eden Park |

## Tour in Argentina e USA

### Bilancio (tra parentesi i test match)
- Giocate 8 (2)
- Vinte 5 (0)
- Perse 3 (2)
- Punti Fatti 269 (38)
- Punti Subiti 178 (72)

### In Argentina
| Arbitro: | Douglas Ker |

|                               |           |                                                                                     |
| mete: Puccio c.p.: Piccardo 5 | Marcatori | mete: Vatuwaliwali, Retudradra Lutumeilegi, Uluvula trasf.: Vuetaki 2 Drop: Uustaki |

| Arbitro: | Felipe Ferrari |

|                 |           |                                                          |
| c.p.: L.Ferro 3 | Marcatori | mete: Makutu 3 Lutumailegi, Senigakali trasf.: Waisake 2 |

| Arbitro: | Roberto Magnani |

|                                                                                           |           |                                    |
| mete: F. Seinz Trápaga , 1 meta tecnica, Petersen c.p.: Loffreda 3 Drop: F. Seinz Trápaga | Marcatori | mete: Yakalevu, Seru c.p.: Vuetaki |

| Arbitro: | Ricardo Colombo |

|                                                               |           | |
| mete: Guarrochena 2 trasf.: Guarrochena 2 Drop: Guarrochena 2 | Marcatori | mete: Ravouvoul, Cerelela 2 Laulsu 4, Makutu 2, Vosailigi 2 Tameta 2, Kewa 2, Ratu l trasf.: Retu 2, Waiaake 10 |

| Arbitro: | Lawrie Prideaux |

|                                                                                  |           |                                                |
| mete: Cappelletti 3, Troveglini Loffreda, Cubellii trasf.: Porta 2 c.p.: Porta 2 | Marcatori | mete: Finsu 2 Uluvula, Vacalevu trasf.: Ratu 3 |

| Arbitro: | Bruno Bertelli |

|                                                         |           | |
| mete: Milano trasf.: Riestra c.p.: Riestra Drop: Sastre | Marcatori | mete: Nekiyoyo , Waqaba 3, Finau , Lutumallagi 2, Cerelela , Yakelevu , Lutumallagi trasf.: Vueteki 10 c.p.: Vueteki |

| Arbitro: | Lawrie Prideaux |

|                                                                                     |           |                                                        |
| mete: Travaglini 2, Cappelletti 2 Pérez Cabo, Raetti; trasf.: Porta 4 c.p.: Porta 2 | Marcatori | mete: Finau, Lutumailagi trasf.: Vueteki c.p.: Vueteki |